# Камень Каслстрендж
Каслстрендж (англ. Castlestrange stone) — камень на территории «Дома Каслстрендж» около Атлига в графстве Роскоммон, Ирландия. Это гранитный валун, украшенный струящимися спиралями в латенском стиле, относящийся к периоду железного века, между 500 г. до н. э. и 100 г. н. э.
Считается, что резчик подражал контитентальному стилю, сильно влиявшему в то время на Ирландию.
Есть ещё лишь три найденных в Ирландии камня этого типа, из которых наиболее известен камень Туруа в графстве Голуэй. Назначение камней неизвестно, но считается, что они служили неким религиозным или ритуальным целям.
Камень является охраняемым национальным памятником.